# 塞莱伊·伊什特万
塞莱伊·伊什特万（匈牙利語：Szelei István，1960年12月7日—），匈牙利男子击剑运动员。他曾代表匈牙利参加1980年和1988年夏季奥林匹克运动会击剑比赛，其中1988年奥运会获得一枚铜牌。